# Thodure
Thodure – miejscowość i gmina we Francji, w regionie Owernia-Rodan-Alpy, w departamencie Isère.
Według danych na rok 1990 gminę zamieszkiwało 489 osób, a gęstość zaludnienia wynosiła 34 osób/km² (wśród 2880 gmin regionu Rodan-Alpy Thodure plasuje się na 1153. miejscu pod względem liczby ludności, natomiast pod względem powierzchni na miejscu 814.).